# Bełasica
Bełasica (maced. i bułg. Беласица, gr. Μπέλλες – Béles, Κερκίνη – Kerkíni) – pasmo górskie, u zbiegu granic Macedonii Północnej, Bułgarii i Grecji. 
Bełasica rozciąga się równoleżnikowo na długości około 60 km między dolinami Wardaru na zachodzie i Strumy na wschodzie. Szerokość pasma wynosi 7 do 9 km, powierzchnia – około 670 km². Na północy Bełasica opada w dolinę Strumicy, na południu – w ujściowe odcinki dolin Wardaru i Strumy. Przeciętne wysokości pasma wynoszą od 300 do 1900 m n.p.m. Najwyższy szczyt – Radomir (2029 m n.p.m.) w zachodniej części pasma, inne znaczniejsze szczyty – Kongur (1951 m n.p.m.), Debeło byrdo (1951 m n.p.m.), Łozen (1898 m n.p.m.) i Tumba (1880 m n.p.m.). Południowe stoki opadają w kierunku jeziora Dojran (zachodnie) oraz sztucznego jeziora Kierkini (wschodnie).
Bełasica jest jednym z najstarszych pasm górskich Bałkanów. Jest zbudowana ze skał metatmorficznych – amfibolitów, granitów i gnejsów. 
Wyższe partie gór są jednolicie zalesione – dominują dąb, buk i jesion. Najwyższe szczyty są nagie i kamieniste. U podnóży gór rozciągają się pastwiska. Klimat wykazuje silne cechy śródziemnomorskie. 
Na szczycie Tumba zbiegają się granice Macedonii Północnej, Bułgarii i Grecji. W Grecji leżą południowe stoki Belasicy (45% powierzchni), w Bułgarii – północno-wschodnie (20%), w Macedonii Północnej – zachodnia część pasma (35%). 
W 1014 roku w wąwozach Bełasicy rozegrała się bitwa pod Klidion.
Od 2001 roku w sierpniu każdego roku odbywają się rajdy turystyczne na szczyt Tumba pod hasłem "Bałkany bez granic".
W 2003 roku obszar gór został objęty euroregionem Bełasica.